# Jeff Christie
Jeff Christie est un musicien, compositeur et chanteur anglais, est né le 12 juillet 1946, à Leeds, dans le Yorkshire, en Angleterre.

## Biographie
Jeff Christie a d'abord travaillé avec plusieurs groupes, y compris avec les The Outer Limits, qui a sorti Just One More Chance / Aidez-moi à S'il vous plaît en 1967 et Great Train Robbery / Sweet Freedom en 1968, et Dance Around The Maypole en 1969, écrit par Roy Wood.
En 1969, Jeff Christie offre sa composition "Yellow River (chanson)" pour le groupe The Tremeloes. Ils enregistrent la chanson, mais changent d'avis et permettent à Christie d'enregistrer le tube. Jeff Christie créent le groupe éponyme "Christie (groupe)", le chanteur, bassiste et compositeur Jeff Christie (né Jeffrey Christie, le 12 juillet 1946, à Leeds, dans le Yorkshire, en Angleterre), a d'abord collaboré avec le guitariste Elmes Vic et le batteur Mike Blakley (né Michael Blakley, 12 janvier 1947, à Bromley, dans le Kent, en Angleterre).
yellow river est un succès au Royaume-Uni en juin 1970, et par la suite est n ° 23 aux États-Unis, aussi accumuler plus de semaines sur le Hot 100 de toute autre inscription sur cette carte en 1970. Il a été un succès dans le monde entier et a été numéro un dans 26 pays avec des ventes globales de plus de 3 millions de dollars.
En octobre 1970, ils sortent le tube San Bernadino, au Royaume-Uni il est 7e et n ° 1 en Allemagne, mais seulement N ° 100 aux États-Unis. Les deux tubes sont devenus des chansons phares de leur premier album éponyme de cette année, et il est resté au top 200 aux États-Unis pendant dix semaines. Mais le trio ne poursuit pas des carrières durables. Blakley est remplacé par Paul Fenton (né le 4 juillet 1946, à Huddersfield, dans le Yorkshire) juste avant la sortie du deuxième album de la bande, For All Mankind (1971).
Après le départ de Fenton, Jeff Christie engage un nouveau membre Terry Fogg (batterie) (né Terrence George Fogg, 25 septembre 1945, à Chesterfield, dans le Derbyshire), il engage Roger Flavell (basse), et Danny Krieger (guitare). A 1974, le single "Alabama" ne redonne pas le succès au groupe, et de nouveaux membres Tony Ferguson (guitare) et Roger Willis (batterie) ont été amenés à rejoindre Christie et Flavell. La chanson JoJo's Band, écrit par Elmes, a été dans les charts en Argentine et au Brésil, tandis que "Navajo", a été numéro 1 au Mexique.
Jeff Christie ont gardé le groupe vivant jusqu'en 1973 avec des remplacements, et couper des chansons pour Mercury Records dans les années 1970.
Jeff Christie a réformé le groupe en 1990 avec les membres de cœurs groupe britannique Tubeless, Kev Moore, Simon Kay et Foster Fos Adrian. Ils ont essayé de représenter Royaume-Uni au concours Eurovision de la chanson 1991 avec "Safe in your Arms", mais en vain. Ils ont continué à tourner pendant une période de douze années supplémentaires dans toute l'Europe, en Russie et en Israël. Après une pause de quatre ans, et après la sortie d'un double album, Christie a entrepris une tournée européenne en 2009.